# La Chapelle-aux-Bois
La Chapelle-aux-Bois é uma comuna francesa na região administrativa do Grande Leste, no departamento de Vosges. Estende-se por uma área de 30.65 km². Em 2010 a comuna tinha 678 habitantes (densidade: 22,1 hab./km²).